# Никифоров, Алексей Леонидович
Алексе́й Леони́дович Ники́форов (род. 11 июня 1937) — советский, российский дипломат. Чрезвычайный и полномочный посол (1994).

## Биография
Окончил МГИМО МИД СССР (1960) и Высшую дипломатическую школу МИД СССР (1973).
На дипломатической работе с 1960 года.
- В 1973—1989 годах — сотрудник Посольства СССР в Югославии и Посольства СССР в Великобритании.
- В 1989—1994 годах — сотрудник центрального аппарата МИД СССР, России.
- С 23 декабря 1994 по 23 октября 1997 года — чрезвычайный и полномочный посол Российской Федерации в Словении[1][2].
- С 23 октября 1997 по 31 мая 2001 года — чрезвычайный и полномочный посол Российской Федерации в Швеции[3][4].

В настоящее время (2012) является советником Секретариата Организации Договора о коллективной безопасности (ОДКБ).

## Семья
Женат, имеет двоих сыновей.

## Награды
- Благодарность президента Российской Федерации (22 мая 2011) — за многолетнюю добросовестную работу и безупречное исполнение служебных обязанностей[5].

## Дипломатический ранг
- Чрезвычайный и полномочный посланник 1 класса (1 апреля 1994)[6]
- Чрезвычайный и полномочный посол (5 декабря 1994)[7].